# 峨边小蜡
峨边小蜡（学名：Ligustrum sinense var. opienense）是木犀科女贞属小蜡的变种。分布于中国大陆的四川、广西、贵州等地，生长于海拔500米至1,200米的地区，多生长于山坡、山沟、疏林中、路旁的灌丛中或石灰岩山地的密林中，目前尚未由人工引种栽培。